# Poul Martin Møller
Poul Martin Møller (født Povel Martin Møller 21. marts 1794 i Uldum ved Vejle, død 12. marts 1838 i København) var en dansk digter og filosof. Han blev student fra Nykøbing Katedralskole og cand.theol. i 1816 fra Københavns Universitet. Han fik sit første digt offentliggjort i 1815. Hovedværket En dansk students eventyr blev udgivet posthumt i 1843.

## Opvækst
På fædrene side nedstammede han fra jyske gårdejere og bønder. Faren, den som teologisk forfatter bekendte magister Rasmus Møller, var præst i Uldum ved Vejle, da sønnen Poul Møller blev født 21. marts 1794; moren døde 1810, og Rasmus Møller giftede sig så det følgende år med Christian Winthers mor, Johanne Dorothea født Borchsenius. Poul Møllers far var 1802 blevet forflyttet til Købelev ved Nakskov, og efter at sønnen til sit 13. år var bleven undervist i hjemmet af faren og derpå i et par år havde gået i en skole i Nakskov, blev han i 1810 sat i Nykøbing lærde skole. Her blev han skolekammerat med den et par år yngre Christian Winther, og deres forældre stiftede et bekendtskab med hinanden, der, som sagt, hurtig efterfulgtes af ægteskab. – Møller var en frisk, livsglad dreng; han gik ikke, men sprang, og bedst som han sprang, kunne han sætte i med en sang; men var drengen sammen med ældre, følte han sig ofte dragen til dem som en opmærksom tilhører ved alvorlige, interessante samtaler. Han blev let sat i erotisk bevægelse. En af rektorens døtre i Nykøbing, Margrethe Bloch, blev hans drengeårs og ungdoms ideal.

## Ulykkelig kærlighed
I efteråret 1812 blev Møller student. Der var den gang ingen studenterforening, men i mindre kredse, der havde deres samlingssteder hos nogle af medlemmerne, levede han af sin fulde sjæl med i et ungdomsglad og ungdomsbegejstret studenterliv. Peder Hjort, Nicolai Christian Møhl, N.B. Krarup (sandsynligvis Niels Bygom Krarup), Just Mathias Thiele, B.S. Ingemann, Carsten Hauch, J.L. Heiberg og flere hørte til hans omgangsfæller og venner. I disse sammenkomster sprudlede hans ejendommelige natur frem i åndfulde bemærkninger, snart alvorlige, snart kåde og vittige, altid med noget djærvt, håndfast i deres form og fremtræden. Møller gik imidlertid ikke helt op i den livsglade, overgivne student. Det smil, der så let blinkede frem i hans blå øje, "måtte ligesom kæmpe sig frem igennem adspredthed og en stille Melankoli". En begivenhed i hans liv kaldte tidlig denne melankoli stærkere frem i hans sind. Som ganske ung student friede han til den endnu knap voksne Margrethe Bloch. Det synes, som om hun i længere tid ikke kunne bestemme sig til et afgørende svar. Følgen blev, at Møller i et par år gik i en smertelig spænding; først i slutningen af 1815 gjorde hun ende på uvisheden ved et afgørende nej. Kort efter i januar 1816 tog Møller teologisk attestats og tilbragte så vinteren 1816-17 i farens præstegård.
Allerede som student havde han skrevet enkelte digte – til de ældste hører blandt andet Holger Danske og Skrædderne og Til Laura -, nu skrev han digtet Torbisten og Fluen og fortællingen Sandfærdig Krønnike om den norske Spillemand Eivind, Skaldaspilder kaldet Han har her gjort et forsøg på at forny et emne fra sagatiden, men det er ikke ganske lykkedes. Hans ejendommelige grovkornede Lune står for eksempel ikke godt til sagatonen. I foråret 1817 tog han plads som huslærer hos grev Moltke på Espegård ved Skjelskør. Her skrev han digtene De vilde Jægere, St. Laurentius, Den enbenede og Den gamle Elsker. Flere af disse arbejder bære Mærker af hans første dybe Elskovssorg. Man kan måske spore den i Eivind Skaldaspilder, tydeligere i de lyriske Digte. Hans Sorg har her skaffet sig Luft enten gennem grovkornede Spydigheder som i Torbisten og Fluen eller vemodsfulde længselssuk som i Den gamle Elsker. Digtet 'Den ubekjendte ("Søde! sig, hvornår jeg dig skal finde"), der er indlagt i En dansk Students Æventyr, hører måske også til denne periode af hans liv.

## Romantikkens støtte
I september 1818 forlod Møller Espegård og tog ophold i København. Den Baggesen-Oehlenschlägerske fejde var netop den gang nået til den afgørende krise. Det er i den nysnævnte måned, at Jens Baggesen i sin fortale til den samlede udgave af Breve til Adam Oehlenschläger retter en højtidelig formaning til den studerende ungdom om at frigøre sig for sin forblændelse af den herskende smagsretning (romantikken) og dømme mellem ham og Oehlenschläger. Møller styrtede sig på hovedet ind i striden. Han var med til på Møhls værelse at underskrive den bekendte latinske udfordring til Baggesen, og han var den, der (omkring 1. oktober), sammen med Flor, overbragte Baggesen udfordringen i hans bolig i Brolæggerstræde. I Forsøg til et Himmelbrev i Grundtvigs nye historiske Smag (december 1818) parodierede han denne forfatters grovkornede, patetiske stil i hans indlæg i striden, og i Om Jenses Lidenhed (februar 1819) bruger han Baggesens bekendte digt Da jeg var lille som hylster om et hensynsløst angreb på dets forfatters karakter. I digtet Fuglenes Konge, der rimeligvis også stammer fra denne tid, har man ligeledes villet finde hentydninger til forholdet mellem Baggesen og Oehlenschläger.
I 1819 stilnede fejden af, men i Møller blev det ikke stille. Trods overgivne indfald og flygtige erotiske anfald sad smerten fra hans første elskovssorg dog endnu i hans sind. Dertil kom ungdomslængselen ud over Hjemmets snævre grænser (jvfr. digtet Farvel, min velsignede Fødeby), måske også en trang til at samle sig sammen ud af det spredende kammeratliv. Så forlod Møller 1. november 1819 Danmark som skibspræst på en af det asiatiske kompagnis kinafarere (jvfr. hans Optegnelser på Rejsen til Kina). Skibet anløb kapstaden, hvor han havde et af sine lettere erotiske anfald, der gav anledning til sonetten I Løvens Fødeland en Jomfru pranger. Rejsen gik videre over Batavia, Manila, hvor rimeligvis Glæde over Danmark er skrevet, til Kanton. Efter 4 måneders Ophold afsejlede skibet igen; 14. juli 1821 lå kinafareren atter på Københavns Red, og allerede næste dag var Møller med nogle venner ude i Furesøens Skove. Fra rejsen stamme, foruden de allerede nævnte arbejder, end videre digtkredsen Scener i Rosenborg Slotshave, Statistisk Skildring af Lægdsgården i Ølsebymagle (en satire rettet mod den pedantiske omstændelighed, hvormed "Videnskabsmænd" undertiden behandle forholdsvis ubetydelige emner), digtet Frejdigt Liv samt en række aforismer. – Hvilken betydning havde denne rejse for Møllers udvikling? Svaret må vel være det: Ensomheden ude på de store vande vendte hans blik mere indad, og han fik større magt over det spredte, det ubeherskede i sit sind. Han var gået ind i manddomsårenes alvor, ind under deres ansvarsfølelse.

## Forfatterskabets opblomstring
Møller havde benyttet rejsens ro til at fordybe sig i den klassiske litteratur. Han var ganske vist teologisk kandidat, var gået ud fra den idylliske danske præstegård, men hans urolige, gærende natur kunde ikke forlige sig med tanken om et helt liv i dens stilhed, dens ensformighed. Desuden havde han været inde i religiøse tvivl og følte sig ikke i fuld forståelse med den ortodokse dogmatik. Så vendte han sig til filologien og besluttede at gå skolevejen. I nogle år virkede han som lærer ved københavnske skoler; fra 1822-26 var han adjunkt ved Metropolitanskolen. En frugt af dette studium af klassikerne er hans oversættelse af de 6 første bøger af Odysseen (1825).
Fra denne periode af hans liv stammer det omfangsrigeste af hans digteriske arbejder: En dansk Students Æventyr. Så vidt man kan se, har Møller allerede før kinarejsen udkastet planen til en novelle, der skulle skildre en dansk students oplevelser. Efter hjemkomsten optog han planen på ny, men i en noget ændret form. Walter Scotts historiske romaner vakte på den tid stor opsigt, og Møller besluttede da at støbe sin nutidsnovelle om til en historisk roman, der skulde henlægges til reformationstiden. Et brudstykke af dette arbejde er bevaret.
Han blev imidlertid hurtig ked af det; måske har han, med sin stærke trang til frie, uhindrede bevægelser, følt det som et hæmmende bånd at skulle klemme sig ind i en svunden tids dragt. Han besluttede da at vende tilbage til sin oprindelige plan og skrive en nutidsnovelle. Dette arbejde har af og til sysselsat ham i de første år efter hjemkomsten; i 1824 oplæste han nogle brudstykker deraf i Studenterforeningen. Novellen, som han aldrig fik fuldendt, har en dobbelt interesse. Den er for det første en skildring af væsentlige sider af digterens egen natur; dernæst er den det første forsøg på at skabe den moderne realistiske nutidsnovelle. Men da den først blev trykt efter forfatterens død – efter at både fru Gyllembourg og Blicher havde begyndt deres novelledigtning -, kom den ikke til at spille en rolle i vor hjemlige romans udviklingshistorie.

## Senere år
Møller besluttede at indstille sig til den filologiske embedseksamen, og han nåede også gennem den skriftlige del af den (i foråret 1826). Men så forlod han ikke blot eksamen, men også filologien. F.C. Sibbern, der havde følt sig dragen af det oprindelige i hans natur som i hans tænkning, havde jævnlig opfordret ham til at vie sine kræfter til filosofien. Til sidst fulgte Møller opfordringen, og Sibberns anbefaling skaffede ham pladsen som lektor i filosofi ved Christiania Universitet (august 1826; 1828 blev han professor). I Norge fik han lejlighed til at se en "repræsentativ" forfatning på nært hold.
I begyndelsen følte han sig tiltalt af den, men hans følelse slog hurtig om til uvilje mod datidens liberale politiske bevægelser (jævnfør digtet Kunstneren mellem Oprørerne). Møller længtes stadig bort fra det noget provinsielle Christiania tilbage til København med dets fyldigere åndelige liv og de gamle kammerater. 12. oktober 1830 blev han ekstraordinær professor i filosofi ved Københavns Universitet.
Af digteriske arbejder fra hans senere år er der ikke meget at nævne. I Christiania forfattede han De opdigtede Historier, lystspil i en akt, et temmelig ubetydeligt arbejde. Foruden nogle digte, hvoriblandt det mærkelige Revuen, skrev han i København forskellige recensioner, bl.a. den bekendte anmeldelse af Fru Gyllembourgs Extremerne, samt nogle filosofiske afhandlinger. Den ejendommeligste af disse er Tanker over Muligheden af Beviser for Menneskets Udødelighed. Den står i nært forhold til hans personlige udvikling. Umiddelbart før sin afrejse til Norge havde han friet til Betty Berg (født 1804), datter af en proprietær Berg til Skjoldemosegård i Fyn, og fået ja. De blev gift 30. juni 1827, men hun døde allerede 15. maj 1834. Møllers udvikling havde ført ham længere og længere bort fra kristendommen, til han havnede i overbevisningen om, at der ingen personlig udødelighed var. Men tabet af hans hustru førte ham gennem et bittert tungsind til en fornyet tro på den menneskelige personligheds uforgængelighed. Han giftede sig på ny 24. december 1836, med sin afdøde hustrus jævnaldrende veninde Eline v. Bülow (1804 – 1876), men sygdom begyndte snart at stjæle hans kræfter. 13. marts 1838 døde han.
Hans Efterladte Skrifter udkom i 3 udgaver 1839-56, redigeret af Christian Winther og F.L. Liebenberg. Udvalg deraf blev udgivet af Chr. Winther i 2 bind i 1873, og af P. Hansen i 1891 og i 1895 udkom en udgave i 2 bind af udvalgte skrifter foretaget af Vilhelm Andersen, som havde foretaget et nyt gennemsyn af de efterladte håndskrifter. Denne udgave blev genoptrykt i 1930.

## Karakteristik af forfatterskabet
Grundelementerne i Møllers natur vare en frodig sundhed, en glad djærvhed, et sprudlende lune og så en understrøm af vemod, en ægte dansk type. Hans digtning bærer mærker af alle disse elementer. Det i hans natur, der var i slægt med "aforismen", bevirkede, at han kunne samle hele sit selv om en enkelt genstand og smelte sammen med den for så atter at sætte den ud fra sig med en anskuelighed, som var det selve tingen og ikke dens billede, man så. Med det aforistiske i hans natur hænger også det sammen, at han gerne maler med kraftige, tykke penselstrøg, der sættes ved siden af hinanden uden forbindende overgangsled. Man tænker for eksempel på 1 vers af Glæde over Danmark.
Men ved en undersøgelse af Møllers natur kommer man dog først og sidst til at tænke på det, at han var en i egentligste forstand oprindelig natur. Af løst påhængte meninger og lånte anskuelser havde han vel så få, som det er muligt for et menneske at have. Alt sligt dømte han som usandhed, Affektation (jvfr. hans afhandling af dette navn). ”Ingen Livsytring har Sandhed”, siger han et sted, ”uden deri ligger skabende Selvvirksomhed.” ”Løgn er den Poesi, som ej kommer af Livet.” Han hørte til ingen skole, og han dannede ingen skole. Han var sig selv.

## Psykologiske iagttagelser
P. M. Møllers lyst til at iagttage sine medmennesker og hans betydelige evne til at reflektere over disse iagttagelser gjorde ham allerede tidlig til en slags praktiserende psykolog, og på foranledning af Sibbern vendte han sig efterhånden fuldstændig fra filologien til filosofien. Den alvor og grundighed, hvormed han mente at måtte sætte sig ind i hele den foreliggende filosofiske litteratur, før han kunde optræde som forfatter på det vedkommende område, er til dels skyld i, at han ikke fandt lejlighed til at efterlade sig noget arbejde, der på fuldt værdig måde kunde repræsentere ham som tænker. En del strøtanker, en lille logik, afhandlingen om udødelighed, en fremstilling af den græske filosofis historie og endnu et par ufuldendte arbejder, hvoraf det meste vil være kendt fra hans Efterladte Skrifter, er alt, hvad han filosofisk har ydet.
Men selv disse få bidrag gør det dog muligt for os at få et indblik i hans personlige udvikling som filosof og at iagttage det højst karakteristiske sammenstød mellem hans ejendommelige lødige personlighed og den samtidig altbeherskende tyske (hegelske) filosofi. Sibbern havde haft det held at få fæstnet sine filosofiske anskuelser, endnu før den hegelske lære ret havde begyndt sit sejerstog; han kunde derfor forholdsvis let bevare sin selvstændighed; alle de yngre, der i Danmark gav sig af med ”tænkning”, var derimod i højeste grad fangne, og endnu længe efter Møllers død bevarede Hegel en mere eller mindre uindskrænket magt over sindene. Også Møller, der gjorde et særdeles grundigt studium af de hegelske arbejder, blev til en begyndelse en tilhænger af systemet og holdt sig nogenlunde nær til det i sine forskellige fremstillinger. Men allerede fra først af var hans kritik på sin post, og skridt for skridt arbejdede han sig fuldstændig ud af det, i det han fattede dets mangler med en klarhed og sans for det afgørende, som først langt senere skulle blive andre til del.

## Filosofisk standpunkt
Han kunne ikke lide Hegels personlighed; således lød hans første dæmpede indvending. Hvad der stødte ham tilbage, var, som han selv antyder det, den ophøjede ringeagt, hvormed Hegel behandler sine læsere, i det han aldrig nedlader sig til at tydeliggøre sine påstande ved et konkret, oplysende eksempel, ubekymret springer en mængde mellemled over og uden videre benytter sig af en mængde ufattelige kunstord, som aldrig defineres på stedet, i det læseren bestandig blot henvises til at forstå det enkelte ud fra dets sammenhæng med helheden. Møller tror altså endnu, at Indholdet er godt nok; han kan blot ikke lide den hensynsløse fremstilling. Med stor hensynsfuldhed søger han dog i begyndelsen at undskylde den; at definere eller rent at undgå kunstord ville kræve for stor vidtløftighed; læseren kan ikke forlange forstavelsens nydelse lige straks.
Snart bliver han imidlertid opmærksom på det mislige ved således at henvise til helheden. Også filosofer er jo ufuldkomne mennesker; de kunne ved den nævnte fremgangsmåde let narre både sig selv og læseren. Det er derfor dog nødvendigt at give bestemte definitioner; og oplysende konkrete eksempler, personlige bemærkninger og vejledninger ville blot bidrage til at gøre alt klarere og friskere. Kort efter går han endnu videre: Selv om man definerer, ville de mange kunstord dog let kunne forvirre og gøre tænkningen usikker; jo mere de kunne undgås, og jo nærmere man kan holde sig til det sædvanlige, naturlige sprog, desto sikrere og bedre! At forholdene nærmest er de modsatte, udleder han nu fra ”Filosoffernes Uærlighed, Mangel på Fremstillingsgave og herskende Lavsånd”.
I sin, des værre ufuldendte, fremstilling af Ontologien har han selv søgt at opfylde disse krav, og aldrig er et stykke hegelsk logik sikkert foredraget ærligere, jævnere og klarere end i dette mesterlige lille tilløb. Og denne jævnhed og klarhed har ganske naturlig samtidig åbenbaret systemets svagheder og modsigelser. Møller begynder derfor nu også at tage afstand fra selve læren. Den ”immanente Udvikling”, hvorved begreberne som ved en slags knopskydning skulle spire frem på egen hånd, det ene af det andet, uden filosoffernes subjektive medvirken, bliver ham nu svigefuld.
I sin afhandling om udødeligheden viser Møller endelig, hvorledes de såkaldte filosofiske beviser som oftest er og må være ufyldestgørende, og hvorledes følelsen eller andre faktorer må tages med, om man vil nå til resultat angående de mere konkrete åndelige spørgsmål. Kun på de formelle områder kan tanken gå alene; på de reelle må en egentlig eller en ”højere” erfaring træde hjælpende til. Møller har i flere henseender øvet en ikke ringe indflydelse på Søren Kierkegaard.

## Værker
Aprilsvise (Grøn er vårens hæk) 1819
- Andre digte
- Efterladte Skrifter af Poul M. Møller, I-III, Chr. Winther, F.C. Olsen og Chr. Thaarup (red.), Kbh., 1839-43.
- Efterladte Skrifter af Poul M. Møller, I-VI, 2. udg., ovennævnte samt L.V. Petersen (red.), Kbh., 1848-50.
- Efterladte Skrifter af Poul M. Møller, I-VI, 3. udg., L.V. Petersen (red.), Kbh., 1855-56. [Bedste udgave]
- Udvalgte Skrifter, I-II, Vilh. Andersen (red.), Holberg-Selskabet, Kbh., 1895. [Retskrivningen mildt moderniseret.]
- Skrifter i Udvalg I-II, Vilh. Andersen (red.), Holberg-Selskabet, Kbh., 1930. [Gennemset optryk af 1895-udgaven med en del tilføjelser i noterne.]
- Sange på Wikisource
- Morten Borup (red.), Poul Møller og hans Familie i Breve, 3 bind, Det Danske Sprog- og Litteraturselskab, 1976. ISBN 87-87504-21-9.

## Sekundærlitteratur om Poul Martin Møller
- Andreasen, Uffe: Poul Møller og romantismen. Den filosofiske idealisme i Poul Møllers senere forfatterskab, 1973.
- Andreasen, Uffe: »Idealismen i Poul Møllers senere forfatterskab« in: Extracta, III, 1971, pp. 21–25.
- Denman, Henrik: Poul Martin Møller. En kommenteret bibliografi, 1986.
- Elbek, Jørgen: »Blandt venner og alene«, in: StandArt, VIII: I, 1994.
- Garsdal, Jesper (2001). En fremstilling af Poul Martin Møllers og Masao Abes opfattelse af "menneskets evighedsdimension". I M. Pahuus (red.), Punktnedslag I Dansk Livsfilosofi (s. 45-84). Aalborg Universitetsforlag.
- Hansen, Thomas Fauth: »Observationer paa Sjælens Mark – Affektationsbegrebets relation til dannelsesbegrebet hos P.M. Møller« in: Fønix, nr. 3, 2006, 30. årgang.
- Henningsen, Bernd: Poul Martin Møller oder Die dänische Erziehung des Søren Kierkegaard. Eine kritische Monographie mit einer ersten Übersetzung seiner Abhandlung über die »Affectation«, Frankfurt a.M., 1973.
- Hermann, Jesper: »Forholdet mellem Poul Møller og Søren Kierkegaard« in: Extracta, I, 1968, pp. 112–14.
- Lübcke, Poul: »Det ontologiske program hos Poul Møller og Søren Kierkegaard« in: Filosofiske Studier, VI, 1983, pp. 127–47.
- Mai, Anne-Marie & Mogens Davidsen: »Digtning i stykker. Poul Martin Møller: 'En dansk Students Eventyr'« in: Læsninger 1820-1900, 1998, pp. 35–51.
- Møller, Lars: »Poul Martin Møller og totalitarismen« in: Epoke, 1985, nr. 4, pp. 26–31.
- Ostenfeld, Ib: »Poul Martin Møllers Licentiat. En Studie i den menneskelige Personlighed« in: Livsfangen og andre Menneskeskildringer fra Fantasi og Virkelighed, 1968, pp. 133–51.
- Paludan-Müller, Martin: Udlængsel og hjemve. Personlighedsopfattelse hos Poul Møller og hans forgængere, 1987.
- Thielst, Peter: »Poul Martin Møller (1794-1838), Scattered Thoughts, Analysis of Affectation, Combat with Nihilism« in: Danish Journal of Philosophy, XIII, 1976, pp. 66–83.
- Vergote, Henri-Bernard: »Poul Martin Moeller et Soeren Kierkegaard« in: Revue de Métaphysique et de Morale, LXXV, 1970, pp. 452–76.